# ジャパンカップサイクルロードレース2007
ジャパンカップサイクルロードレース2007（Japan Cup Cycle Road Race 2007）は、ジャパンカップサイクルロードレースの16回目のレース。2007年10月27日・28日の両日行われた。

## 結果

### 男子
- UCIアジアツアー1.1
- 10月28日（日） 151.3 km

|    | 選手名                       | 国籍     | チーム                             | 時間          |
| -- | ---------------------------- | -------- | ---------------------------------- | ------------- |
| 1  | マヌエーレ・モーリ           | イタリア | サウニエル・ドゥバル＝プロディール | 4時間09分58秒 |
| 2  | ファビアン・ヴェークマン     | ドイツ   | ゲロルシュタイナー                 | +06秒         |
| 3  | フランチェスコ・ガヴァッツィ | イタリア | ランプレ                           | 同            |
| 4  | へスス・デル・ネロ           | スペイン | サウニエル・ドゥバル＝プロディール | 同            |
| 5  | 新城幸也                     | 日本     | NIPPO・梅丹・エキップアサダ        | +07秒         |
| 6  | ルーベンス・ベルトリアティ   | スイス   | サウニエル・ドゥバル＝プロディール | 同            |
| 7  | 西谷泰治                     | 日本     | 愛三レーシング                     | 同            |
| 8  | マルコ・マルツァーノ         | イタリア | ランプレ                           | +15秒         |
| 9  | 土井雪広                     | 日本     | スキル・シマノ                     | +25秒         |
| 10 | 宮澤崇史                     | 日本     | NIPPO・梅丹・エキップアサダ        | +1分00秒      |

### その他の賞
山岳賞
- 3周目、9周目 スチュアート・ショウ（ドラパック・ポルシェ）
- 6周目 廣瀬佳正（スキル・シマノ）